# Paweł Mikołajczak

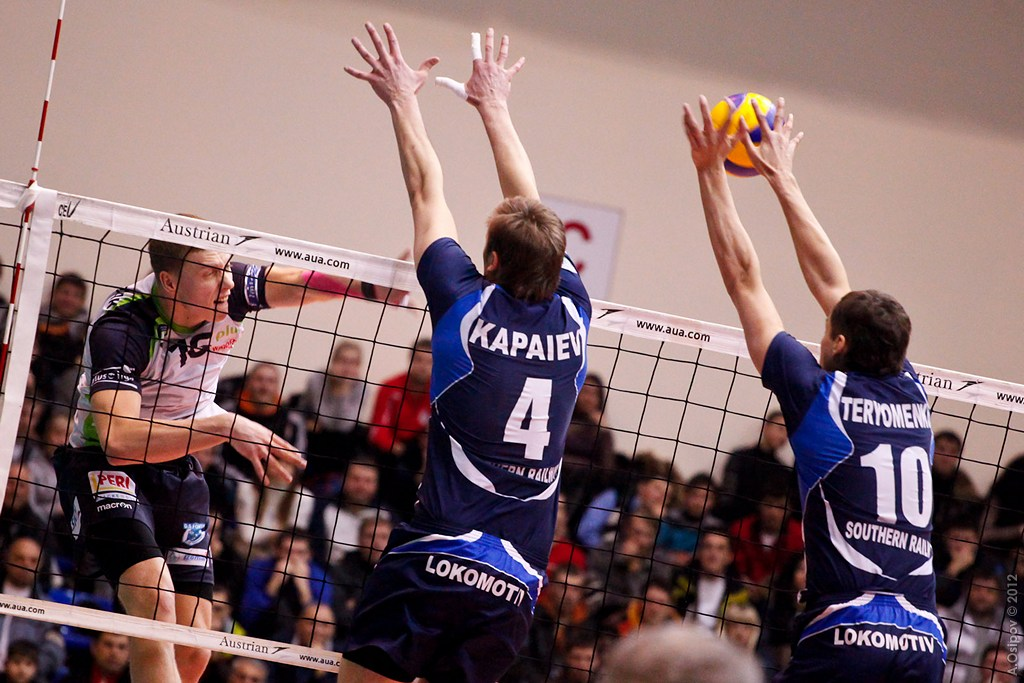
Paweł Mikołajczak podczas ataku z prawego skrzydła w meczu ćwierćfinałowym Pucharu Challenge pomiędzy Łokomotywem Charków a AZS-em Politechniką Warszawską w sezonie 2011/2012

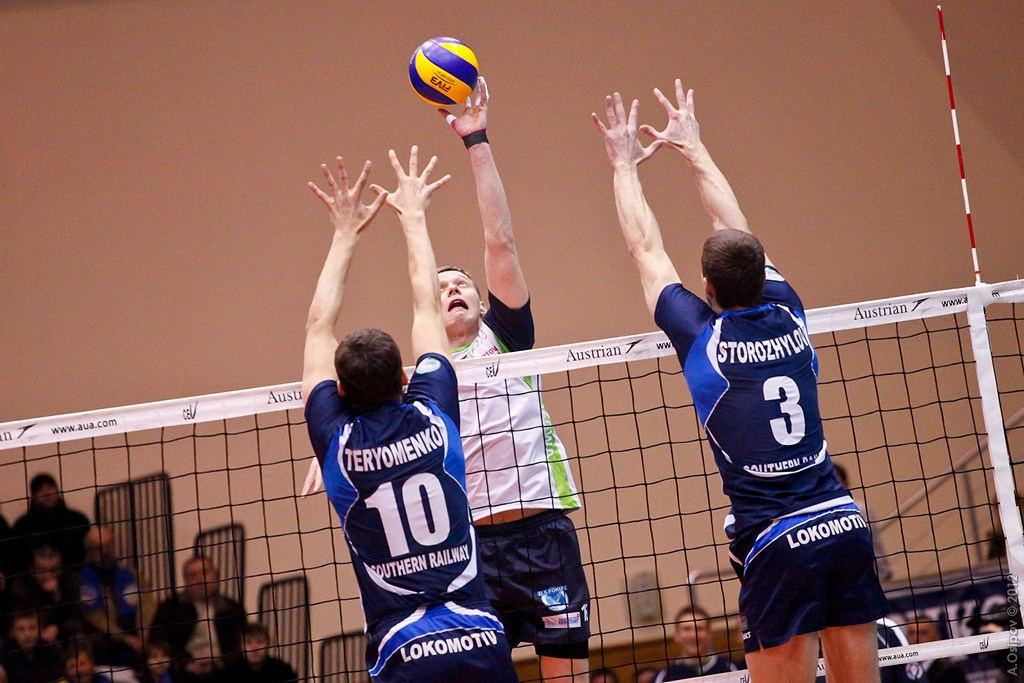
Paweł Mikołajczak podczas ataku z lewego skrzydła w meczu ćwierćfinałowym Pucharu Challenge pomiędzy Łokomotywem Charków a AZS-em Politechniką Warszawską w sezonie 2011/2012

Paweł Mikołajczak (ur. 20 czerwca 1988 w Warszawie) – polski siatkarz, grający na pozycji atakującego. 

## Przebieg kariery
| Lata                      | Klub                        |                   |                   |                   |                   |                   |                   |                   |                   |                   |
| Kariera juniorska         | Kariera juniorska           | Kariera juniorska | Kariera juniorska | Kariera juniorska | Kariera juniorska | Kariera juniorska | Kariera juniorska | Kariera juniorska | Kariera juniorska | Kariera juniorska |
| ------------------------- | --------------------------- | ----------------- | ----------------- | ----------------- | ----------------- | ----------------- | ----------------- | ----------------- | ----------------- | ----------------- |
|                           | Metro Warszawa              |                   |                   |                   |                   |                   |                   |                   |                   |                   |
|                           | Legia Warszawa              |                   |                   |                   |                   |                   |                   |                   |                   |                   |
| Kariera seniorska         |                             |                   |                   |                   |                   |                   |                   |                   |                   |                   |
| 2004–2008                 | MOS Wola Warszawa           |                   |                   |                   |                   |                   |                   |                   |                   |                   |
| 2008–2009                 | BBTS Bielsko-Biała          |                   |                   |                   |                   |                   |                   |                   |                   |                   |
| 2009–2010                 | AZS Częstochowa             |                   |                   |                   |                   |                   |                   |                   |                   |                   |
| 2010–2011                 | Jadar Radom                 |                   |                   |                   |                   |                   |                   |                   |                   |                   |
| 2011–2012                 | AZS Politechnika Warszawska |                   |                   |                   |                   |                   |                   |                   |                   |                   |
| 2012–2014                 | Lotos Trefl Gdańsk          |                   |                   |                   |                   |                   |                   |                   |                   |                   |
| 2014–2017                 | AZS Politechnika Warszawska |                   |                   |                   |                   |                   |                   |                   |                   |                   |
| 2017–2019                 | KS Metro Warszawa           |                   |                   |                   |                   |                   |                   |                   |                   |                   |
| 2020–2021 (od 14.12.2020) | MUKS Volley Płock           |                   |                   |                   |                   |                   |                   |                   |                   |                   |

## Sukcesy klubowe

### młodzieżowe
Mistrzostwa Polski Kadetów:
- 2005

Mistrzostwa Polski Juniorów:
- 2006

### seniorskie
I liga polska:
- 2009, 2011

Puchar Challenge:
- 2012